# سقوط امپراتوری روم (فیلم)
سقوط امپراتوری روم فیلمی حماسی محصول سال ۱۹۶۴ با بازی سوفیا لورن، استفن بوید، الک گینس، جیمز میسون، کریستوفر پلامر، مل فرر و عمر شریف است.
فیلم به کارگردانی آنتونی مان و تهیه‌کنندگی ساموئل برونستون و نمایشنامه بن بارزمن می‌باشد.

## خلاصه داستان
مارکوس آئورلیوس، سزار روم، در اواخر عمر خود فرمانداران روم را جهت اتحاد با یکدیگر فرامی‌خوانَد؛ گویی به وی الهام شده بود که امپراتوری پس از مرگش به نابودی و سقوط خواهد رسید. با مرگ امپراتور دو وارث تاج و تخت ظهور می‌کنند و….

## جوایز
- کاندیدای اسکار بهترین موسیقی